# Садовенко Світлана Миколаївна
Садовенко Світлана Миколаївна (нар. 18 травня 1963, Суми []) - український культуролог, музикознавець. Професор ( 2022), кандидат педагогічних наук (2008),  доктор культурології (2021), Заслужений діяч мистецтв України (2019). Член асоціації діячів освіти та виховання. Член асоціації діячів естрадного мистецтва Національної всеукраїнської музичної спілки. Дослідниця української народної художньої культури.

## Біографія
Світлана Садовенко народилась 18 травня 1963 році у м. Суми [].
У 1983 році - закінчила Суджанське державне музичне училище зі спеціальності «фортепіано» та отримала диплом з відзнакою та кваліфікацію «викладач з класу фортепіано, концертмейстер».
У 1989 році - закінчила Сумський державний педагогічний інститут імені А. С. Макаренка за спеціальністю «Музика».
З 1983 по 2003 роки - працювала викладачем, заступником директора, директором Сумської дитячої музичної школи.[]
З 2003 по 2004 роки  працює заступником директора Сумського обласного центру народної творчості.[]
У 2005 році розпочала педагогічний шлях у Національній академії керівних кадрів культури і мистецтв. 
Починаючи з 2005 року  засновник та художній керівник  дитячого театру пісні «Ладоньки» []
З 2005 по 2015 роки працює в Українському центрі культурних досліджень при Міністерстві культури України,  з 2007 року  заступника директора з науково-технічної роботи.[]
У 2007 році – захистила кандидатську  дисертацію на тему «Методика формування музичних здібностей у дітей дошкільного віку (на матеріалі українського фольклору)» в спеціалізованій вченій раді  Національний педагогічний університет імені М. П. Драгоманова зі спеціальності: "Теорія та методика навчання музики і музичного вихованнята" та отримала наукову ступень Кандидат педагогічних наук.
З 2010 року - автор і куратор Міжнародної науково-практичної конференції «Діяльність продюсера в культурно-мистецькому просторі ХХІ століття» (Національна академія керівних кадрів культури і мистецтв). []
2015–2017 роки — завідувач кафедри академічного та естрадного вокалу Київський університет імені Бориса Грінченка[]
2021 році - захистила докторську дисертацію з культурології на тему "Хронотопи аксіосфери української народної художньої культури".
2022 році - отримала наукове звання Професор.

## Відзнаки та нагороди
- Заслужений діяч мистецтв України (2019)[1];
- Орден Святої Варвари Великомучениці (Православна церква України)[]
- орден Святого Миколая []

## Наукові праці
Автор понад 200 наукових та науково-методичних праць. Організатор, упорядник і науковий редактор підсумкових збірок матеріалів науково-практичних конференцій.
- 2009 Садовенко С. Дивосвіт українського музичного фольклору: Методичні рекомендації з музично-естетичного навчання і виховання дітей дошкільного віку засобами українського дитячого музичного фольклору. Київ : ДАКККіМ, 2009. 68 с.

- 2012 Садовенко С. Українська культура: сучасний дискурс // Українська культура: дискурси і дискусії ХХІ століття : монографія / Наук. ред. В.Д. Шульгіна, С. М. Садовенко; відп. за вип. І. В. Кузнєцова: Національна академія керівних кадрів культури і мистецтв; Український центр культурних досліджень. Київ. НАКККіМ, 2012. С. 14–26.

- 2012 Садовенко С.  Концепт «хронотоп» у просторі культурології // Синергетична парадигма простору культури: монографія / Наук.-ред. колегія: В. Д. Шульгіна (наук. ред.), І. В. Кузнєцова (наук. ред., відп. за вип.), О. Яковлев (упоряд.). Київ. НАКККіМ, 2014. С. 63–78.

- 2019 Садовенко С.   «Хронотопи аксіосфери української народної художньої культури». Київ. НАКККІМ. 2019.[]

- 2020 Садовенко С.  «Радуйсь, земле, Коляда іде!» (збірник колядок і щедрівок).

## Наукове керівництво
Під науковим керівництвом Садовенко С. М. підготовлено і захищено 5 кандидатських дисертацій та 2 доктора філософії.
- 2013 Гура Вікторія Вікторівна (педагогічні науки);
- 2014 Черниш Маріанна Олегівна (культурологія); Гончарова Вікторія Сергіївна (мистецтвознавство).
- 2018 Дубрівна Антоніна Петрівна (мистецтвознавство); Нефедов Сергій Юрійович (мистецтвознавство)[]
- 2024 Колосок Вадим Іванович  (PhD з музичного мистецтва).
- 2025 Зайцев Олег Дмитрович (PhD з культурології)[].

## Музичні твори
- "ЯРИЛО - ЯНГОЛ УКРАЇНИ". Сл. Зої Ружин, музика С. Садовенко. 2022.
- "ПТАХИ ПОВЕРТАЮТЬСЯ ДО РІДНОГО ДОМУ". Сл. Оксани Овсієнко, музика С. Садовенко 2022